# Helicobasidiales
Helicobasidiales es un orden de hongos roya en la clase Pucciniomycetes. Es monotípico y contiene la familia  Helicobasidiaceae, la cual aloja tres géneros: Helicobasidium, Stypinella, y Tuberculina. Helicobasidiales fue circunscripto en el 2006.

## Referencias

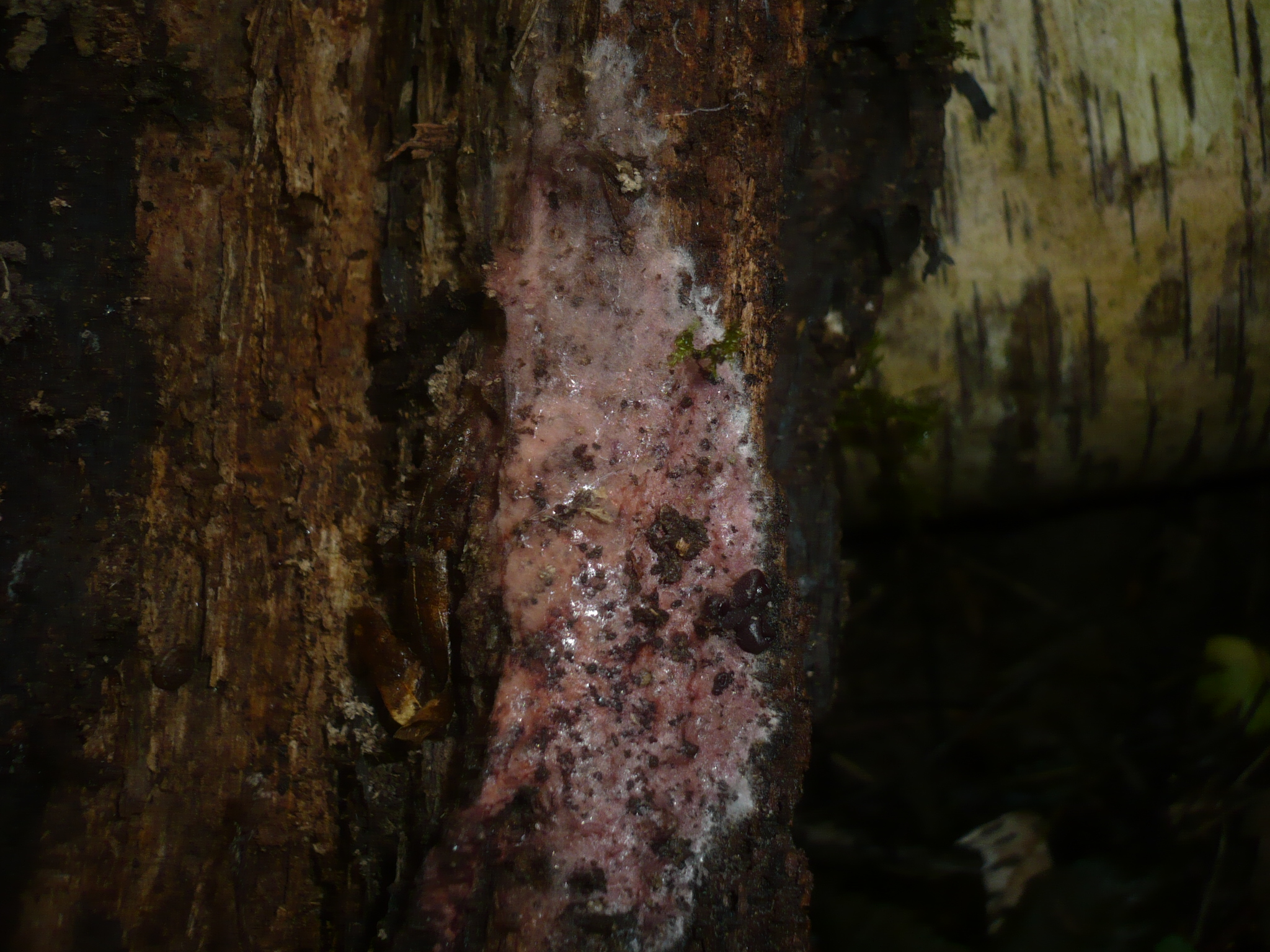
Helicobasidium purpureum